# Ülejõe park

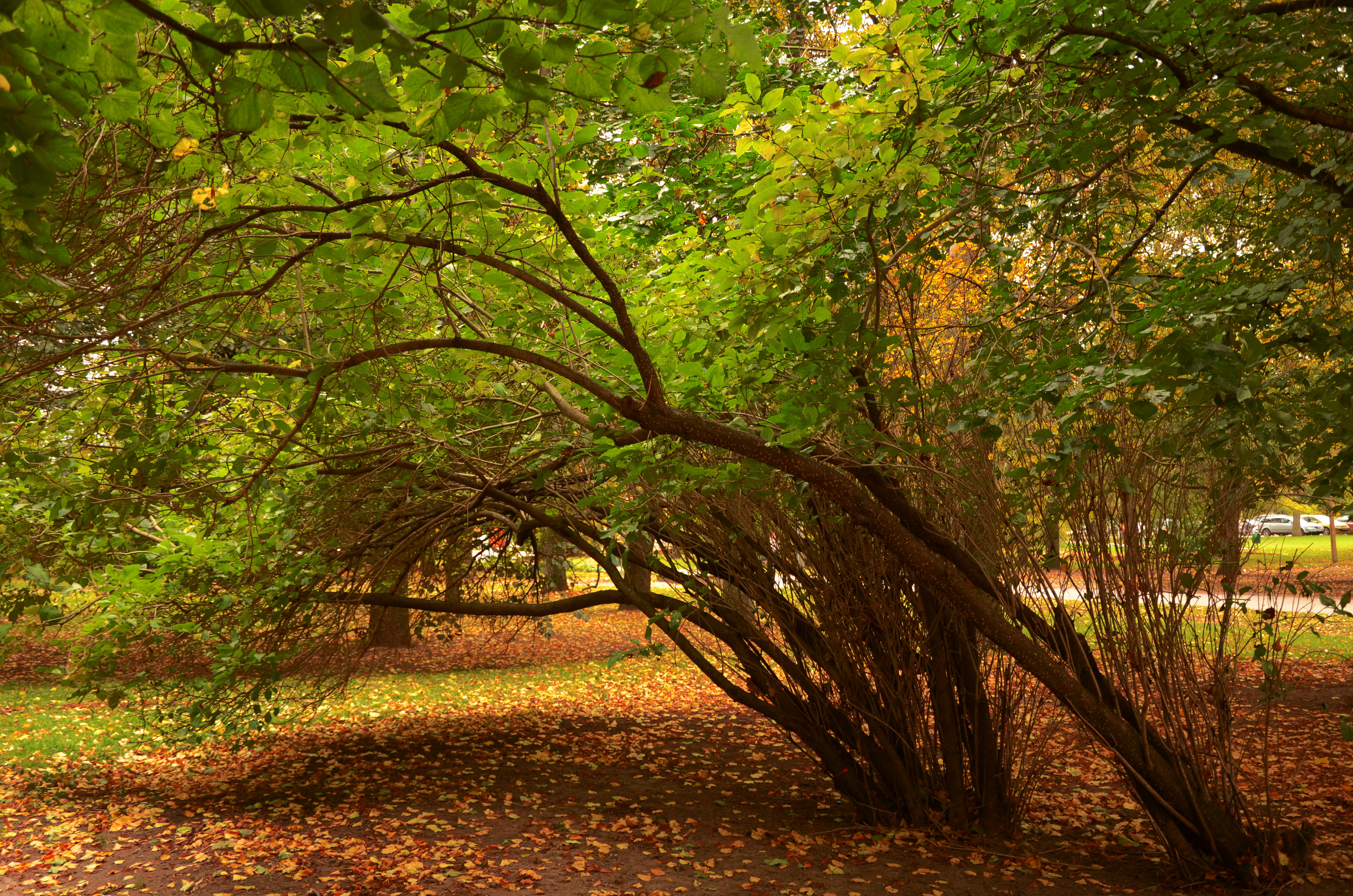
Ülejõe park

Ülejõe park ("parken på andra sidan floden") är en park i Tartu i Estland. Den ligger utmed floden Emajõgi, på norra sidan, förbunden med stadens centrum med Kaarsild ("den välvda bron").
I parken finns ett minnesmärke över Friedebert Tuglas. Det finns också i den västra delen av parken vid Emajõgi ett minnesmärke över 
Hugo Treffner, på den platsen där Hugo Treffners privatskola en gång låg. Detta har skapats av Mati Karmin och Tiit Trummal.